# Partit Conservador Gal·lès
Partit Conservador Gal·lès (gal·lès Plaid Geidwadol Cymru) és la secció gal·lesa del Partit Conservador del Regne Unit. El seu cap és Nick Bourne, tenen 1 de 4 europarlamentaris, 3 de 40 a Westminster i 12 de 60 a l'Assemblea Nacional de Gal·les.
Es formà el 1921 de la unió dels Consells Conservador i Unionista de Gal·les i Monmouthshire. A les eleccions a l'Assemblea Nacional de Gal·les de 2007 van formar breument una coalició amb Plaid Cymru i els Liberal Demòcrates contra els laboristes, però aquests darrers la deixaren, i finalment Plaid Cymru pactà amb els Laboristes. Actualment són el principal grup de l'oposició.

## Resultats electorals

### Eleccions al Parlament Europeu
| Any  | Percentatge de vot a Gal·les | Escons   |
| ---- | ---------------------------- | -------- |
| 1979 | 36.6%                        | 1 (de 4) |
| 1984 | 25.4%                        | 1 (de 4) |
| 1989 | 23.5%                        | 0 (de 4) |
| 1994 | 14.6%                        | 0 (de 5) |
| 1999 | 22.8%                        | 1 (de 5) |
| 2004 | 19.4%                        | 1 (de 4) |

### Eleccions al Parlament del Regne Unit
| Any        | Percentatge de vot a Gal·les | Escons     |
| ---------- | ---------------------------- | ---------- |
| 1922       | 21.4%                        | 6 (de 36)  |
| 1923       | 21%                          | 4 (de 36)  |
| 1924       | 28.3%                        | 9 (de 36)  |
| 1929       | 21.9%                        | 1 (de 36)  |
| 1931       | 22.1%                        | 6 (de 36)  |
| 1935       | 23.3%                        | 6 (de 36)  |
| 1945       | 16.5%                        | 3 (de 36)  |
| 1950       | 21%                          | 3 (de 36)  |
| 1951       | 27.6%                        | 5 (de 36)  |
| 1955       | 26.7%                        | 5 (de 36)  |
| 1959       | 29.6%                        | 6 (de 36)  |
| 1964       | 27.6%                        | 6 (de 36)  |
| 1966       | 27%                          | 3 (de 36)  |
| 1970       | 27.7%                        | 7 (de 36)  |
| 1974 (Feb) | 25.9%                        | 8 (de 36)  |
| 1974 (Oct) | 23.9%                        | 8 (de 36)  |
| 1979       | 32.2%                        | 11 (de 36) |
| 1983       | 31%                          | 14 (de 38) |
| 1987       | 29.5%                        | 8 (de 38)  |
| 1992       | 28.6%                        | 6 (de 38)  |
| 1997       | 19.6%                        | 0 (de 40)  |
| 2001       | 21%                          | 0 (de 40)  |
| 2005       | 21.4%                        | 3 (de 40)  |

### Eleccions a l'Assemblea de Gal·les
| Any  | Percentatge de vot (constituència) | Percentatge de vot (regional) | Escons (constituència) | Escons (regional) |
| ---- | ---------------------------------- | ----------------------------- | ---------------------- | ----------------- |
| 1999 | 15.8%                              | 16.5%                         | 1 (de 40)              | 8 (de 20)         |
| 2003 | 19.9%                              | 19.2%                         | 1 (de 40)              | 10 (de 20)        |
| 2007 | 22.4%                              | 21.4%                         | 5 (de 40)              | 7 (de 20)         |